# 小行星33747
小行星33747（33747 Clingan）是一颗绕太阳运转的小行星，为主小行星带小行星。该小行星于1999年8月14日发现。

## 轨道参数
小行星33747的轨道半长轴为3.0750283 UA，离心率为0.165。